# Dr. Phil
 (août 2013).
Le contenu est difficilement compréhensible vu les erreurs de traduction, qui sont peut-être dues à l'utilisation d'un logiciel de traduction automatique.
Dr. Phil est un talk-show américain présenté par Phil McGraw. Grâce au succès de sa chronique Tuesdays With Dr. Phil durant le show d'Oprah Winfrey, Dr. Phil est diffusé pour la première fois le 16 septembre 2002. Au cours des deux émissions, McGraw prodigue des conseils sous forme de stratégies de vie.
L'émission est diffusée aux États-Unis, au Canada, et dans d'autres pays. Le contrat de diffusion de l'émission inclut une clause voulant que si Dr. Phil est diffusé sur une autre chaîne, il ne peut pas être diffusé en même temps que l'émission d’Oprah. Il a été annoncé le 3 août 2005 que le programme était renouvelé jusqu’à 2013 pour onze saisons.
À partir du 8 septembre 2008, la septième saison de Dr. Phil est diffusée en Haute Définition avec un style amélioré et un nouveau thème écrit et exécuté par le fils de McGraw, Jordan.
En 2007, il a été nommé aux Daytime Emmy Award dans la catégorie Outstanding Talk Show Host.
Le 31 janvier 2023, la série est annulée après 21 saisons.

## Format
L'émission couvre une large variété de sujets comprenant perte de poids, planification financière, enfants errants, suggestions de cadeau, enfants diagnostiqués avec l'autisme, des couples mariés malheureux, adolescents rebelles, les mères qui s'habillent dans un style loin de leur âge, les mères qui refusent d'assister à des mariages, familles dysfonctionnelles, les mères qui refusent de donner à leurs fils mariés de l’argent et le soutien pour causes charitables. La personnalité de la radio et acteur Danny Bonaduce est venu à l'émission deux fois par année pour discuter son mariage qui n’a pas réussi (et le divorce plus tard) avec Gretchen. Sur plusieurs épisodes, des enfants et des adultes ont fait un examen de détecteur de mensonges. L'émission est généralement sérieuse dans la tonalité, avec l'humour de temps en temps. Il a ses moments tendus occasionnels et des scènes souvent sans valeur, comme The Montel Williams Show, mais sans mêlées ou combats agressifs sur la scène, contrairement à The Jerry Springer Show, The Steve Wilkos Show ou The Maury Show. L'émission est connue pour ramener souvent des familles pour des épisodes multiples pour des sessions de thérapies dans son segment appelé « Dr. Phil Family ». Généralement, le programme est filmé et les invités apparaissent dans le studio, mais en 2006, Dr. Phil House est commencé comme une série occasionnelle. Dr. Phil et son personnel de production invitent des invités à une maison spéciale avec de nombreuses caméras et microphones. Là, son personnel contrôle les conversations des invités qu'il essaye d'aider, et intervient selon les besoins pour empêcher la violence physique. Dr. Phil fournit également des conseils sur place et l’aide aux invités de maison.

## Épisodes notables
- Dans un épisode qui a été diffusé le 2 mai 2005, les deux sœurs jumelles Crystal et Jocelyn Potter sont apparues. Crystal a prétendu vouloir travailler dans l'industrie adulte alors que Jocelyn en rejetait l'idée comme répugnante. Le propriétaire de bordel Dennis Hof a été interviewé et a déclaré que les deux pourraient gagner un demi-million de dollars par an dans son établissement. Il s'avère que le témoignage des deux sœurs n'était pas véridique : puisqu'en 2002 elles sont apparues ensemble en tant que les « Potter sisters » dans de nombreux films pornographiques, et en 2003 elles-mêmes sont apparues avec Hof dans le film pornographique « Goin' down at the Bunny Ranch ».
- Dr. Phil House a été filmé dans une maison réelle dans le quartier de Wilshire Park (en) à Los Angeles. Elle a reçu de nombreuses plaintes des voisins au sujet de la perturbation causée par l’équipe de photographie, les invités, les câbles et les camions de production obstruant le voisinage et le trafic constant causé par l’équipe de photographie. Après que le conseil municipal de Los Angeles eut retiré l’autorisation de filmer, en septembre 2006, le tournage de Dr. Phil a cessé d'avoir lieu là. Cependant, Peteski Productions, compagnie de production de Dr. Phil, possède toujours la maison. Dr. Phil House s'est depuis limité à une sorte de studio, et l'intérieur de la maison tel que montré dans le programme est en fait un décor, et pas celui de la maison réelle.
- Le 12 décembre 2006, l'émission a comporté un segment sur bumfights et les attaques sur les sans-abri à travers l'Amérique. Dr. Phil, dégoûté, a interrompu un entretien avec le créateur et distributeur de la série de reportages, et l'a forcé à sortir des studios, en donnant l'ordre de l'expulser aux gardes de sécurité du Paramount Studios, après lui avoir tout d'abord enjoint de partir de lui-même.

## Parodies
- Sesame Street comporte de temps en temps un segment tenant le premier rôle un Muppet en tant que « Dr. Feel », qui présente un épisode d'entretien et interroge les invités au sujet de leurs sentiments. Dr. Phil est même apparu en tant qu'invité sur un épisode.
- Un personnage appelé « Dr. Phyllis » apparaît également dans l'épisode Freaky Tuesdayde Brandy & Mr. Whiskers.
- L'émission a été parodié plusieurs fois sur MADtv avec Michael McDonald (en) jouant Dr. McGraw. Souvent, Debra Wilson apparaîtrait sur ces dernières parodies en jouant le personnage d'Oprah Winfrey.
- The Zone (en) de YTV a autrefois fait des parodies de Dr. Phil qui s’est également appelé Dr. Phyllis.
- Dr. Bill du Cyberchase était une parodie de Dr. Phil.
- Sur Saturday Night Live, Dr. Phil était le sujet de quelques sketches, un où il a été dépeint par Will Ferrell.
- Frank Caliendo, ex-régulier de MADtv joue également Dr. Phil dans sa propre émission, Frank TV, et en films publicitaires pour Dish Network.
- Dans Hannah Montana, Robby Ray dépeint Dr. Phil comme Dr. Philbilly pour enseigner ses enfants à subsister.
- Royal Canadian Air Farce la série de comédie canadienne a comporté le membre de la distribution Roger Abbott comme Dr. Phil dans quelques sketches.
- Un épisode du Phinéas et Ferb parodié Dr. Phil comme Dr. Feelbetter.
- Un épisode de The Mighty B! parodie Dr. Phil comme Dr. Feelbetter.
- L'émission Dr. Phil a été parodié sur un épisode la série Sealab 2021 (en) d'Adult Swim intitulé « ASHDTV ». Dans ce cas-ci elle a été réintitulée en tant que The ‘Dr.’ Phrill Show.

## Dr. Phil Now
Ce format de l'émission de Dr. Phil est quand il aide ou donne des conseils à des personnes qui ont de grands problèmes dans la semaine où l'émission est diffusée. Les épisodes « Now » ont un décor avec un bureau comme un centre de nouvelles, et s'ouvrent avec un autre type de musique (la musique de dernières nouvelles). Les thèmes ont inclus des épisodes de violeurs, de criminels ou de vedettes d'Hollywood. Un épisode inclut le divorce du Britney Spears et ses batailles en justice en 2008. Le slogan du de l'émission est If it's happening now, we're going to deal with it now, « si ça se produit maintenant, nous nous en occupons maintenant ».